# 베타-하이드록시뷰티르산
β-하이드록시뷰티르산(영어: β-hydroxybutyric acid) 또는 3-하이드록시뷰티르산(영어: 3-hydroxybutyric acid)은 화학식이 CH3CH(OH)CH2CO2H인 유기 화합물이며 β-하이드록시산이다. β-하이드록시뷰티르산의 짝염기는 β-하이드록시뷰티레이트(영어: β-hydroxybutyrate) 또는 3-하이드록시뷰티레이트(영어: 3-hydroxybutyrate)로 알려져 있다. β-하이드록시뷰티르산은 2가지 거울상 이성질체인 D-β-하이드록시뷰티르산 및 L-β-하이드록시뷰티르산을 갖는 카이랄 화합물이다. β-하이드록시뷰티르산의 산화된 유도체 및 중합된 유도체는 자연에서 광범위하게 생성된다. 사람에서 D-β-하이드록시뷰티르산은 Gi/o-연결 G 단백질 연결 수용체(GPCR)인 하이드록시카복실산 수용체 2(HCA2)의 내인성 작용제 중 하나이다.

## 생합성
사람에서 D-β-하이드록시뷰티르산은 간에서 지방산 대사(예: 뷰티르산), β-하이드록시 β-메틸뷰티르산 및 케톤체생성성 아미노산의 대사를 통해 합성될 수 있다. 케톤체생성성 아미노산은 이들 화합물을 아세토아세트산으로 대사하는 일련의 반응들을 통해 합성될 수 있는데, 아세토아세트산은 단식 상태에서 제일 먼저 생성되는 케톤체이다. 아세토아세트산으로부터 D-β-하이드록시뷰티르산의 생합성은 β-하이드록시뷰티르산 탈수소효소에 의해 촉매된다.
뷰티르산은 또한 대사 중간생성물로 아세토아세트산을 포함하지 않는 제2의 대사 경로를 통해 D-β-하이드록시뷰티르산으로 대사될 수 있다. 이러한 대사 경로는 다음과 같다.
뷰티르산 → 뷰티릴-CoA → 크로토닐-CoA → β-하이드록시뷰티릴-CoA → 폴리하이드록시뷰티르산 → D-β-(D-β-하이드록시뷰티릴옥시)-뷰티르산 → D-β-하이드록시뷰티르산
D-β-(D-β-하이드록시뷰티릴옥시)-뷰티르산의 D-β-하이드록시뷰티르산으로의 전환을 포함하는 이 대사 경로에서의 마지막 반응은 하이드록시뷰티르산-이량체 가수분해효소에 의해 촉매된다.
다른 케톤체와 마찬가지로 사람의 혈장에서 β-하이드록시뷰티르산의 농도는 케톤증을 통해 증가한다. β-하이드록시뷰티르산이 아세토아세트산으로부터 형성되기 때문에, β-하이드록시뷰티르산의 수치 상승은 자연적으로 예상된다. β-하이드록시뷰티르산은 혈당량이 낮을 때 뇌에 의해 에너지원으로 사용될 수 있다. 당뇨병 환자는 당뇨병성 케톤산증을 진단하기 위해 소변 또는 혈액을 통해 케톤 수치를 검사할 수 있다. 알코올성 케톤산증에서 이러한 케톤체는 가장 높은 농도로 생성된다. 케톤체생성은 간세포의 옥살아세트산이 고갈될 경우 탄수화물 섭취를 줄임(다이어트 또는 기아를 통해)으로써 생기는 상황, 장기간의 과도한 알코올 섭취, 인슐린 결핍에 의해 일어날 수 있다. 옥살아세트산은 아세틸-CoA의 시트르산 회로로의 진입에 중요하기 때문에 충분한 옥살아세트산의 부재 하에서 지방산 산화로부터 아세틸-CoA의 빠른 생성은 시트르산 회로로 인한 감소된 용량을 압도하게 되고, 결과적으로 과량의 아세틸-CoA는 케톤체생성 방향으로 대사된다.

## 생물학적 활성
D-β-하이드록시뷰티르산은 뷰티르산과 함께 Gi/o-연결 G 단백질 연결 수용체인 하이드록시카복실산 수용체 2(HCA2)의 내인성 작용제이다.
β-하이드록시뷰티르산은 혈액뇌장벽을 통과하여 중추신경계로 들어갈 수 있다. 운동, 칼로리 제한, 단식, 케톤체생성성 식이요법으로 간, 심장, 근육, 뇌, 기타 조직에서 β-하이드록시뷰티르산 수치가 증가한다. β-하이드록시뷰티르산은 히스톤 탈아세틸화효소 저해제로 작용하는 것으로 밝혀졌다. 히스톤 탈아세틸화효소 클래스 I 동질효소인 히스톤 탈아세틸화효소 2 및 히스톤 탈아세틸화효소 3의 저해를 통해, β-하이드록시뷰티르산은 해마에서 뇌 유래 신경영양인자(BDNF)의 수준 및 TrkB 신호전달을 증가시키는 것으로 밝혀졌다. 또한 설치류를 대상으로 한 연구에서 장기간의 운동이 혈장의 β-하이드록시뷰티르산의 농도를 증가시켜 해마에서 BDNF 유전자의 프로모터를 유도한다는 것을 발견했다. 이러한 발견은 우울증, 불안, 인지 장애의 치료에 임상적으로 관련될 수 있다.
케톤체생성성 식이요법을 하는 뇌전증 환자에서 혈액의 β-하이드록시뷰티르산 수준은 뇌전증 발작 정도와 가장 관련이 있다. 항경련제의 최적 효과에 대한 역치는 대략 4 mmol/L인 것으로 보인다.

## 진단화학 및 공업화학
β-하이드록시뷰티르산은 생분해성 플라스틱인 폴리에스터의 전구체이다. 또한 중합체인 폴리하이드록시뷰티르산은 세균인 쿠프리아비두스 메탈리두란스(Cupriavidus metallidurans)에 의해 자연적으로 생성된다.
β-하이드록시뷰티르산은 산 가수분해에 의해 폴리하이드록시뷰티르산으로부터 생성될 수 있다.
혈장 내 β-하이드록시뷰티르산의 농도는 전자 수용성 보조 인자로 NAD+와 함께 β-하이드록시뷰티르산 탈수소효소를 사용하는 테스트를 통해 측정된다. β-하이드록시뷰티르산 탈수소효소에 의해 촉매되는 β-하이드록시뷰티르산의 아세토아세트산으로의 전환은 NAD+를 NADH로 환원시켜 전기적 변화를 발생시킨다. 이러한 변화의 크기는 샘플에서 β-하이드록시뷰티르산의 양을 추정하기 위해 사용될 수 있다.

## 같이 보기
- 하이드록시뷰티르산
- 케톤체생성
- γ-하이드록시뷰티르산
- β-하이드록시β-메틸뷰티르산  (HMB)